# Narciso Arau y Vidal
Narciso Arau y Vidal (Barcelona, 21 de diciembre de 1835-¿?) fue un dibujante, litógrafo, ingeniero industrial, maestro de obras y aparejador español.

## Biografía
Era hijo de Francisco Arau y Sampons. Estudió la carrera de ingeniero industrial en la escuela de su ciudad natal y, más tarde, las de maestro de obras y aparejador. En 1858, fue nombrado profesor de Matemáticas del Centro Artístico Industrial y, en 1863, ayudante del arquitecto municipal de la ciudad condal, en cuyo cargo cesó seis años después. Se le concedió en 1884 la efectividad de la plaza de ayudante de dichas oficinas facultativas que desempeñaba interinamente desde 1875.
En 1870, fue nombrado maestro de obras del Ayuntamiento de Santa Coloma de Gramanet.

## Obra
Se dedicó a trabajos de litografía, dibujo y caligrafía sobre piedra, habiendo hecho, entre otros muchos, las láminas de varias de las obras publicadas por su padre, como algunas de su Tratado de cerrajería, y Luis Rigalt, como Álbum enciclopédico. Como maestro de obras, dirigió la construcción de varios edificios de Barcelona, levantó planos e hizo proyectos de obras públicas y particulares.
Asimismo, publicó un plano del término municipal de Barcelona en el año 1719, antes de la ocupación de algunos terrenos para completar las obras de fortificación y la continuación del llamado camino de la circunvalación. En dicho plano señaló la situación de las propiedades rústicas, su perímetro, lindes, cabida y dueños, y representó también la modificación que sufrieron algunas propiedades con motivo de la realización de dichas obras de fortificación. El trabajo lo completaba la indicación del deslinde y dueños de propiedades en el año 1855 y cómo quedaron después del trazado del plano del Ensanche.
Publicó, asimismo, en 1864 un Tratado completo de carpintería, redactado en vista de las mejores obras extranjeras. En él incluyó nociones muy variadas.